# Несмотря на
«Несмотря на» (итал. Nonostante) — итальянский драматический фильм 2024 года режиссёра Валерио Мастандреа по сценарию Мастандреа и Энрико Ауденино. Главные роли в фильме исполнили Мастандреа и Долорес Фонси.  
Второй полнометражный фильм Мастандреа в качестве режиссёра. Он был выбран для открытия параллельного конкурса «Горизонты» на 81-м Венецианском международном кинофестивале.

## Сюжет
Госпитализированный мужчина средних лет по имени Он (никто из главных героев не назван по имени) достаточно быстро идёт на поправку под присмотром медиков, но не спешит покидать стены клиники, ведь тут ему тихо и спокойно вдали от житейских проблем всякого рода. В то же время по соседству с ним оказывается странная взбалмошная особа, не намеренная потакать внутрибольничным правилам.

## В ролях
- Валерио Мастандреа
- Долорес Фонси
- Лино Музелла
- Джорджо Монтанини
- Джастин Коровкин
- Барбара Ронки
- Клаудия Делла Сета
- Лука Лионелло

## Производство
Основной съёмочный процесс проходил в период с сентября по ноябрь 2023 года в округах Фреджене и Маккарезе во Фьюмичино. Фильм был снят оператором Гвидо Микелотти и смонтирован Кьярой Вулло. Оригинальный саундтрек создал композитор Тоти Гвюднасон.

## Премьера и восприятие
Премьерная публичная демонстрация фильма состоялась 28 августа 2024 в рамках Венецианского кинофестиваля в день открытия кинофорума.
Ли Маршалл, автор Screen International, отметил, что «пронзительный и глупый одновременно, Nonostante имеет трогательные моменты, но никогда не наполняет свою смелую предпосылку чем-то большим, чем экзистенциальные блуждания, классические тропы романтической комедии и несколько крутых ракурсов камеры сверху». Критик также похвалил саундтрек Гвюднасона и «искусное управление тоном, не только сценарием… но и посредством цветового кодирования и гибкого использования естественного света». Эбби Лэйнг из International Cinephile Society оценила фильм на 3,5 звезды по пятибалльной шкале. о её мнению, «скромный в своих амбициях, фильм Мастандреа, тем не менее, довольно очарователен и является идеальным фильмом для открытия этой части фестиваля». Стас Тыркин, в свою очередь, написал: «Картина заигрывает с идеей постжизни, точнее — с идеей сосуществования двух миров, исходя из предпосылки, что души находящихся в коме или зависших между жизнью и смертью людей обретаются рядом с ними, сохраняя их образ, и в таком виде могут, оставаясь невидимыми для живых, коммуницировать с окружающим миром, предпринимать какие-то действия и даже влюбляться друг в друга».

### Награды и номинации
| Премия                     | Дата            | Категория                  | Номинант    | Итог      | Прим. |
| -------------------------- | --------------- | -------------------------- | ----------- | --------- | ----- |
| Венецианский кинофестиваль | 7 сентября 2024 | Лучший фильм («Горизонты») | Несмотря на | Номинация | [ 4 ] |